# Rebeca Atencia
Rebeca Atencia (1977, Ferrol) és una veterinària espanyola. És la directora del Centre de Rehabilitació de Ximpanzés de Tchimpouga, a la República Democràtica del Congo, dependent de l'Institut Jane Goodall.
Va estudiar veterinària a la Universitat Complutense de Madrid. L'any 2005 va començar a col·laborar en l'ONG Help Congo en un projecte de reintroducció de primats ferits al Parc Nacional de Conkouati Douli, a la República Democràtica del Congo. Portava 10 mesos treballant en Help Congo quan la primatóloga Jane Goodall es va fixar en el seu treball i li va proposar dirigir el centre de rehabilitació de Tchimpounga. En este centre fundat en 1997 cuiden i protegeixen a uns 150 ximpanzés amb el propòsit de retornar-los a la selva al mateix temps que desenvolupen una labor d'educació i sensibilització sobre estos animals dirigida a la població de la zona.
L'Ajuntament de Ferrol li va concedir el Premi 8 de Març l'any 2019 en reconeixement del seu treball i impecable trajectòria.